# Панські джерела
Па́нські джере́ла — гідрологічна пам'ятка природи місцевого значення.
Розташована поблизу села Вільховець Тернопільського району Тернопільської області, у кварталі 42, виділі 14 Бережанського лісництва Бережанського державного лісомисливського господарства в межах лісового урочища «Посухів».
Оголошена об'єктом природно-заповідного фонду рішенням виконкому Тернопільської обласної ради № 189 від 30 серпня 1990 року. Перебуває у віданні ДП «Бережанське лісомисливське господарство».
Площа — 1 га.
Під охороною — п'ять джерел, що витікають із букового лісу, живлять ставок, мають науково-пізнавальне, водорегулятивне й естетичне значення.